# Hamdan Ballal
Hamdan Ballal Al-Huraini (in arabo حمدان بلال الهريني‎?, Ḥamdān Ballāl al-Huraynī; 1989) è un regista e attivista palestinese, vincitore del Premio Oscar al miglior documentario per No Other Land.

## Carriera
Originario della città di Susiya, in Cisgiordania, è attivo nella lotta contro la violenza dei coloni israeliani in Cisgiordania sia come fotografo, documentando gli attacchi contro il villaggio di Masafer Yatta, che come ricercatore. Assieme a Basel Adra, Yuval Abraham e Rachel Szor ha lavorato per cinque anni alla realizzazione del documentario No Other Land sugli insediamenti israeliani e la violenza dei coloni nella West Bank, che è stato presentato al Festival di Berlino 2024 nella sezione Panorama.. Il documentario ha poi vinto l'Oscar al miglior documentario 2025
Il 24 marzo 2025 è stato aggredito nella sua casa e ferito alla testa durante un assalto di coloni israeliani al suo villaggio nativo di Susya. È stato poi arrestato dai militari israeliani, bendato e picchiato tutta la notte in una base dell'esercito israeliano e poi liberato.

## Filmografia

### Regista
- No Other Land, co-regia con Yuval Abraham, Rachel Szor e Hamdan Ballal (2024)

### Sceneggiatore
- No Other Land, regia di Basel Adra, Yuval Abraham, Rachel Szor e Hamdan Ballal (2024)

### Montatore
- No Other Land, regia di Basel Adra, Yuval Abraham, Rachel Szor e Hamdan Ballal (2024)

## Riconoscimenti
- Premio Oscar
  - 2025 - Candidatura al miglior documentario per No Other Land
- Premio BAFTA
  - 2025 - Candidatura al miglior documentario per No Other Land